# Antiche unità di misura del circondario di Pistoia
Sono qui riportate le conversioni tra le antiche unità di misura in uso nel circondario di Pistoia e il sistema metrico decimale, così come stabilite ufficialmente nel 1877.
Nonostante l'apparente precisione nelle tavole, in molti casi è necessario considerare che i campioni utilizzati (anche per le tavole di epoca napoleonica) erano di fattura approssimativa o discordanti tra loro.
A causa del metodo inappropriato utilizzato nelle province toscane nel 1808 e a causa dell'impossibilità di reperire tutti i campioni originali, nel 1877 venne stabilito di utilizzare per le unità toscane i valori del 1808 però in forma approssimata.

## Misure di lunghezza
| Comuni         | Denominazione      | Valore | Unità |
| -------------- | ------------------ | ------ | ----- |
| Tutti i comuni | Braccio fiorentino | 0,5836 | m     |
| Tutti i comuni | Passetto           | 1,1673 | m     |
| Tutti i comuni | Canna agrimensoria | 2,9181 | m     |

Il braccio si divide in 20 soldi, il soldo in 12 denari, il denaro in 12 punti.
Il passetto, misura da stoffe, si divide in due braccia.
La canna agrimensoria di 5 braccia serve di base alle misure agrarie.

## Misure di superficie
| Comuni | Denominazione    | Valore  | Unità |
| --- | ---------------- | ------- | ----- |
| Tutti i comuni | Quadrato         | 3406,19 | m²    |
| Tutti i comuni | Braccio quadrato | 0,3406  | m²    |
| Pistoia, Porta al Borgo, Lamporecchio, Marliana, Montale, Porta Carratica, Porta Lucchese, Porta S. Marco, Sambuca, Serravalle | Coltra           | 5064,23 | m²    |

Il quadrato, misura agraria, si divide in 10 tavole, la tavola in 10 pertiche, la pertica in 10 deche, la deca in 10 braccia quadrate.
Il braccio quadrato in 400 soldi quadrati.
La coltra, misura agraria, si divide in 4 stiori, lo stioro in 12 panori, il panoro in 12 pugnori, il pugnoro in 16 braccia quadrate.

## Misure di volume
| Comuni                  | Denominazione | Valore | Unità |
| ----------------------- | ------------- | ------ | ----- |
| Tutti i comuni          | Braccio cubo  | 198,8  | L     |
| Tutti i comuni          | Catasta       | 4771,1 | L     |
| Pistoia, Porta al Borgo | Catastino     | 1192,6 | L     |

Il braccio cubo si divide in 6 braccioli, il bracciolo in 12 once, l'oncia in soldi cubi 111 1/9.
Due braccia cube fanno un traino, misura di legna da lavoro.
La catasta, misura di legna da fuoco, corrispondono a 24 braccia cube. Negli usi del commercio però si preferisce la catasta di sole 18 braccia cube, colla divisione in meta, terzi, quarti, sesti.
Il catastino, misura di legna da fuoco, corrisponde a 6 braccia cube fiorentine.

## Misure di capacità per gli aridi
| Comuni                  | Denominazione | Valore  | Unità |
| ----------------------- | ------------- | ------- | ----- |
| Tutti i comuni          | Sacco         | 73,0886 | L     |
| Tutti i comuni          | Staio         | 24,3627 | L     |
| Pistoia, Porta al Borgo | Staio         | 25,9236 | L     |

Il sacco si divide in 3 staia, lo staio in 2 mine, la mina in 2 quarti, il quarto in 8 mezzette, la mezzetta in 2 quartucci.
Otto sacchi fanno il moggio.
Lo staio di Pistoia si divide in 4 quarti, il quarto in 16 quartucci, il quartuccio in 100 centesimi.
Questo staio non è più adoperato nel commercio giornaliero , ma serve ancora come base pel pagamento di antichi canoni e responsioni.
In Piteglio per la riscossione dei canoni parrocchiali si conserva l'uso di uno staio antico che si ragguaglia al peso di 60 libbre.

## Misure di capacità per i liquidi
| Comuni         | Denominazione    | Valore  | Unità |
| -------------- | ---------------- | ------- | ----- |
| Tutti i comuni | Barile da vino   | 45,5840 | L     |
| Tutti i comuni | Fiasco da vino   | 2,2792  | L     |
| Tutti i comuni | Barile da olio   | 33,4289 | L     |
| Tutti i comuni | Fiasco da olio   | 2,0893  | L     |
| Pistoia        | Barile da vino   | 39,0883 | L     |
| Porta al Borgo | Quaderna da olio | 14,8132 | L     |

Il barile da vino si divide in 20 fiaschi, il fiasco in 4 mezzette, la mezzetta in 2 quartucci.
Due barili fanno una soma.
Il barile da olio si divide in 16 fiaschi, il fiasco in 4 mezzette, la mezzetta in 2 quartucci.
Due barili fanno una soma.
Il barile da vino di Pistoia si divide in 20 fiaschi, il fiasco in 8 quartucci, il Quartuccio in 100 centesimi.
La quaderna da olio di Porta al Borgo si divide in 6 libbre alla grossa, la libbra alla grossa in 16 quartucci, il quartuccio in 100 centesimi.
Queste due ultime misure sono andate in disuso, ma servono ancora di base al pagamento di antichi canoni e responsioni.

## Pesi
| Comuni                  | Denominazione | Valore | Unità |
| ----------------------- | ------------- | ------ | ----- |
| Tutti i comuni          | Libbra        | 339,5  | g     |
| Pistoia, Porta al Borgo | Libbra        | 323,5  | g     |

La libbra si divide in 12 once, l'oncia in 8 dramme, la dramma in 3 denari, il denaro in 24 grani, il grano in 48 quarantottesimi.
100 libbre fanno un quintale, 150 un cantaro, 1000 un migliaio.
La libbra di Pistoia, che si divide come la precedente, è andata in disuso, ma serve ancora di base per il pagamento di antichi canoni e responsioni.